# Nebaghiya
Nebaghiya ou Noubaghiya (النباغية en arabe) est une commune de Mauritanie située dans le département de Boutilimit de la région de Trarza, à 140 km au Sud-Est de la capitale Nouakchott.

## Géographie
Noubaghiya est située dans le département de Boutilimit, région de Trarza, sur la route dite de l'espoir. En 2000, elle comptait 8 165 habitants.